# 바버라 마치
바버라 마치(Barbara March, 1953년 10월 9일 ~ 2019년 8월 11일)는 캐나다의 배우이다.
토론토에서 태어났다.

## 영화
- 스타 트랙 7 - 넥서스 트랙 (1994년)
- 도박사 4 (1991년)
- 스타 트렉 - 넥스트 제너레이션 TV 시리즈 (1987년)